# Sædden Kerk
De Sædden kerk (Deens: Sædden Kirke) is een kerkgebouw van de Evangelisch-Lutherse Deense Volkskerk in Sædding, een stadsdeel van de Deense stad Esbjerg. De kerk draagt de naam van de parochie Sædden, niet te verwarren met de parochie Sædding, die deel uitmaakt van het zelfde bisdom Ribe.
Tot in de vroege jaren 1950 was Sædding een klein dorp met een paar honderd inwoners. Daarna werd het langzamerhand ingelijfd door de stad Esbjerg en vestigden zich er steeds meer kerkgangers. In 1977 begon de bouw van de kerk. Op 1 augustus 1978 werd de parochie Sædden na een forse bevolkingstoename zelfstandig door opsplitsing van de parochie Guldager. In dat jaar werd de kerk in gebruik genomen.

## Architectuur
Het vrijwel kubusvormige gebouw met een hoge vrijstaande klokkentoren werd ontworpen door Inger en Johannes Exner. De kerk werd geheel gebouwd van rode baksteen. De noordelijke en oostelijke kant van de kerk hebben golvende muren. Het kerkcomplex bestaat naast de eigenlijk kerk ook uit zalen voor de parochie en kantoorruimten. De toren, waarin drie klokken hangen, heeft een ronde basis en gaat over in een vierkante structuur.

## Interieur

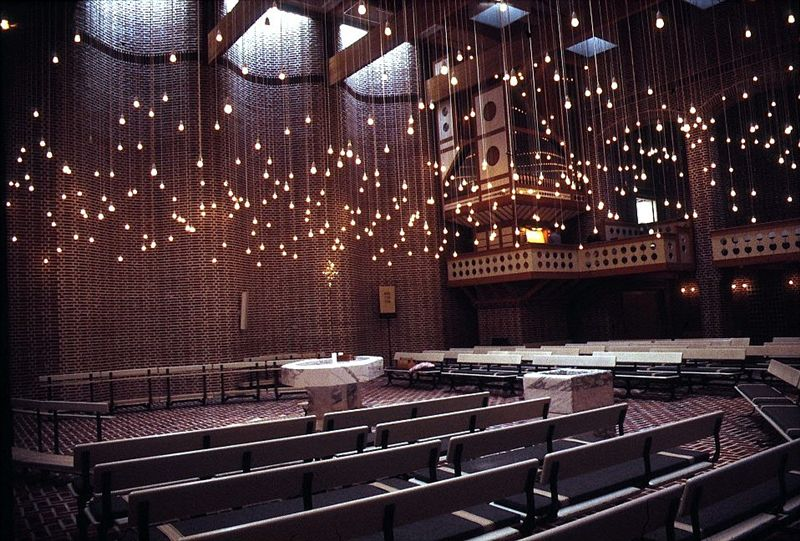
Interieur

De muren zelf hebben geen ramen, maar via de dakramen in de plooien van de golvende muren stroomt het daglicht binnen. Het kunstlicht wordt verzorgd door de ruim achthonderd gloeilampen die aan het plafond hangen. Ze geven zodanig licht, dat het altaar het meest verlichte deel is van de kerk.
In de kerk is inclusief de galerijen plaats voor 350 gelovigen. De kerkbanken zijn rond het altaar en het kubusvormige marmeren doopvont geplaatst. Het altaar, net als het doopvont ook van wit marmer, staat op twee korte zuilen. Daarboven hangt een kruis dat ontworpen werd door Bent Exner. De twaalf kleine bollen van het kruis symboliseren de apostelen en de gouden centrale bol Jezus.
De gemetselde preekstoel heeft een schelpvormig klankbord en werd wegens akoestische motieven in een van de muurplooien geplaatst. 
Het orgel op de zuidelijke galerij werd in 1984 gebouwd door P. Bruhn & Søn uit Årslev. De kas is ontworpen door de architecten Exner. Het Frans geïnspireerde orgel in barokstijl heeft 33 registers en 2.250 pijpen.